# Mugen Motorsports
Mugen Motorsports (M-TEC Co., Ltd) (無限) é uma empresa japonesa formada em 1973 por Hirotoshi Honda, filho do fundador da Honda Motor Company Soichiro Honda, em sociedade com Masao Kimura. Mugen, cuja tradução é "sem limite", é uma preparadora de motores e fabricante de peças associada à Honda Motor Company. Apesar da ligação familiar no entanto, a Mugen não é, e nem nunca foi propriedade da Honda, apesar de ambas terem durante algum tempo como principal acionista a mesma pessoa, após a morte de Soichiro Honda em agosto de 1991.

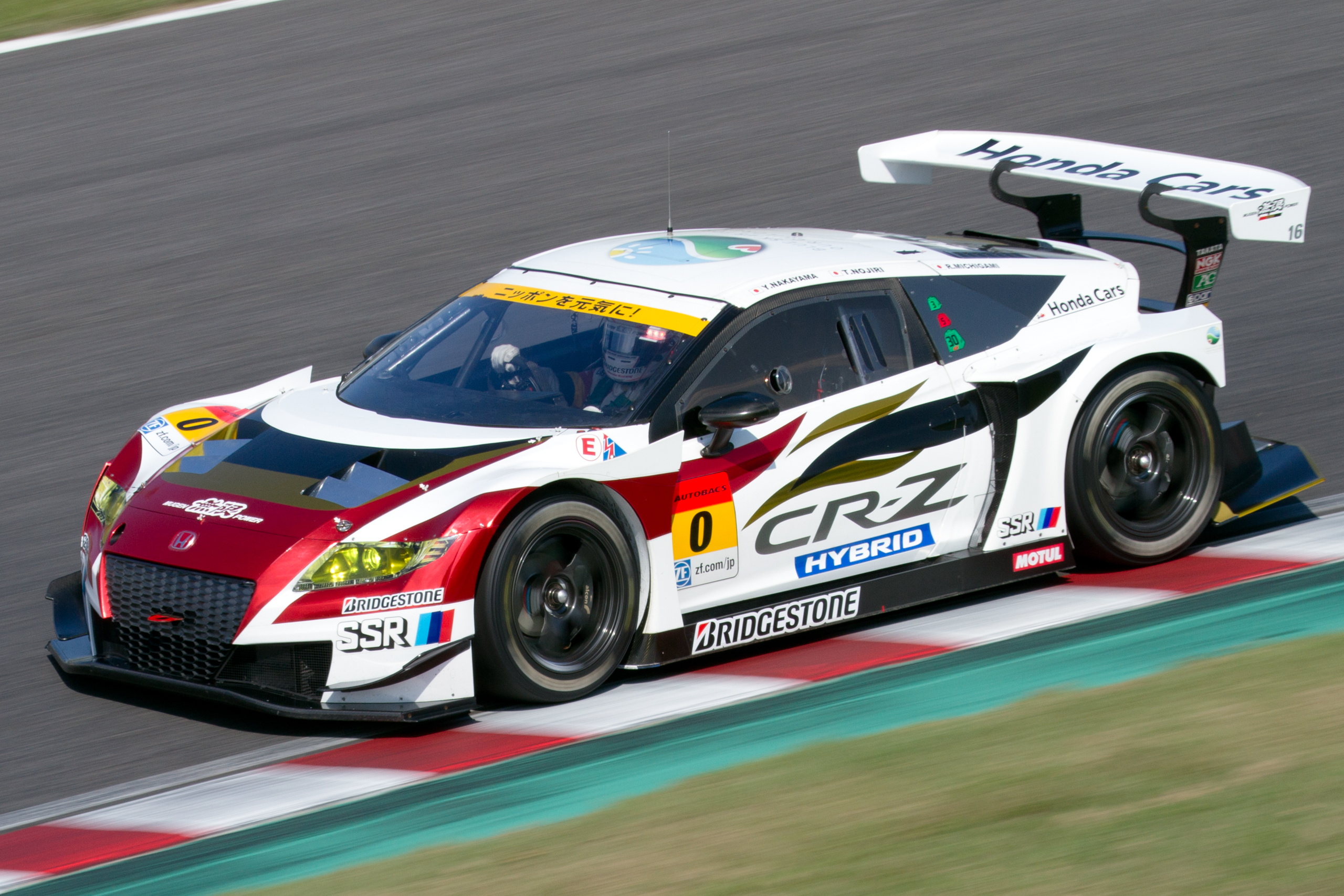
Carro da Mugen Motorsports na Super GT.

A empresa prepara os veículos da Honda no campeonato Super GT e, além disso, vende peças para outros preparadores e consumidores finais. A parceria com a fabricante a levou ao título do campeonato de Fórmula 3000 Internacional em 1990 e 1991, e culminou com a ida da Mugen à Formula 1, fornecendo motores na temporada de 1992 até 2000 para: Footwork, Lotus, Ligier, Prost e Jordan. 
Disputou 147 GPs: 4 vitórias, 16 podiuns e 1 pole.

## Fornecimento de motores
| Ano  | Construtor | Motor                        |
| ---- | ---------- | ---------------------------- |
| 1992 | Footwork   | Mugen-Honda MF-351H 3.5 V10  |
| 1993 | Footwork   | Mugen-Honda MF-351HB 3.5 V10 |
| 1994 | Lotus      | Mugen-Honda MF-351HC 3.5 V10 |
| 1995 | Ligier     | Mugen-Honda MF-301H 3.0 V10  |
| 1996 | Ligier     | Mugen-Honda MF-301HA 3.0 V10 |
| 1997 | Prost      | Mugen-Honda MF-301HB 3.0 V10 |
| 1998 | Jordan     | Mugen-Honda MF-301HC 3.0 V10 |
| 1999 | Jordan     | Mugen-Honda MF-301HD 3.0 V10 |
| 2000 | Jordan     | Mugen-Honda MF-301HE 3.0 V10 |

### Campeonato de Pilotos[2]
| Ano  | Pos | Piloto                |
| ---- | --- | --------------------- |
| 1999 | 3º  | Heinz-Harald Frentzen |

### Campeonato de Construtores[2]
| Ano  | Pos | Construtor |
| ---- | --- | ---------- |
| 1999 | 3º  | Jordan     |

## Números na Fórmula 1
- Vitórias: 4[3] (2,720%[4])
- Pole Positions: 1[5] (0,680%[6])
- Voltas Mais Rápidas: 0[7]
- Triplos (Pole, Vitória e Volta Mais Rápida) 0[8] (não considerando os pilotos, apenas o motor)
- Pontos: 182[9]
- Pódiuns: 16[10]
- Grandes Prêmios: 147[11] (Todos os Carros: 291[12])
- Grandes Prêmios com Pontos: 56[13]
- Largadas na Primeira Fila: 6[14]
- Posição Média no Grid:12,510[15]
- Km na Liderança: 765,262 Km[16]
- Primeira Vitória: 71 Corrida[17]
- Primeira Pole Position: 128 Corridas[18]
- Não Qualificações: 2[19]
- Desqualificações: 1[20]
- Porcentagem de Motores Quebrados: 40,550%[21]